# АЕС Енріко Фермі
Атомна електростанція імені Енріко Фермі (італ. Centrale nucleare Enrico Fermi) в Трино в провінції Верчеллі — одна з чотирьох італійських станцій (усі чотири виведені з експлуатації) з виробництва електроенергії з ядерних джерел, які мали один реактор 270 МВт загальної електричної потужності та чисту потужність 260 МВт, й використовували низькозбагачений уран (близько 4,5%), сповільнений легкою водою та охолоджений за схемою води під тиском (PWR).
Будувалася з 1961 по 1964 рік змішаним консорціумом приватних і державних виробників і фінансувався більш ніж на половину його загальної вартості італійським (через Finelettrica) та американським державним капіталом (через Експортно-імпортний банк, який сам покривав 50 % витрат), яка була введена в експлуатацію в 1965 році та майже одразу передана Enel, національній електроенергетичній компанії, сформованій лише двома роками раніше, яка використовувала його до 1987 року, коли вона припинила службу; у 1999 році Enel передала право власності своїй дочірній компанії SOGIN, яка згодом перейшла до держави, яка відповідає за екологічну рекультивацію території.
Реактор Тріно мав двійника у Франції, реактор А атомної електростанції Шо: він працював з 1970 по 1990 рр. даючи 300  МВт електроенергії в мережу.